# Café da Manhã (podcast)
Café da Manhã é um podcast brasileiro mantido pelo jornal Folha de S.Paulo em colaboração com a plataforma de streaming Spotify que estreou em 1 de janeiro de 2019.

## História
O programa foi originalmente lançado em janeiro de 2019, sob parceria do jornal com a plataforma Spotify, e com apresentação de Magê Flores e Rodrigo Vizeu. Seus principais tópicos, a partir do lançamento, foi política brasileira e internacional, cotidiano, economia, ciência, cultura, saúde e outros assuntos.
Os episódios são diários e vão ao ar de segunda a sexta no Spotify às seis horas da manhã. 
Em 12 de junho de 2020, o jornalista Rodrigo Vizeu deixou a apresentação do podcast, sendo substituído por Maurício Meireles a partir de 15 de junho de 2020. Meireles é jornalista do mesmo veículo de comunicação e até então apresentava o podcast Expresso Ilustrada, também da Folha.
Em 1° de setembro de 2020, o podcast passou a ser composto por um terceiro apresentador, com o ingresso do jornalista Bruno Boghossian. Apesar disso, o podcast permaneceu a ser conduzido por uma dupla, com os três apresentadores se revezando nos microfones.

## Integrantes
Atuais
- Magê Flores (2019–atualmente)
- Maurício Meirelles (2020–atualmente)
- Bruno Boghossian (2020–atualmente)
- Angela Boldrini (2021–atualmente)

Ex-integrantes
- Rodrigo Vizeu (2019–2020)

Eventuais
- Daniel Castro (2022–atualmente)

## Prêmios e indicações
| Ano  | Premiação    | Categoria | Trabalho      | Resultado | Ref.   |
| ---- | ------------ | --------- | ------------- | --------- | ------ |
| 2020 | Prêmio iBest | Podcast   | Café da Manhã | Indicado  | [ 11 ] |